# Arciprestazgo de Valdemoro

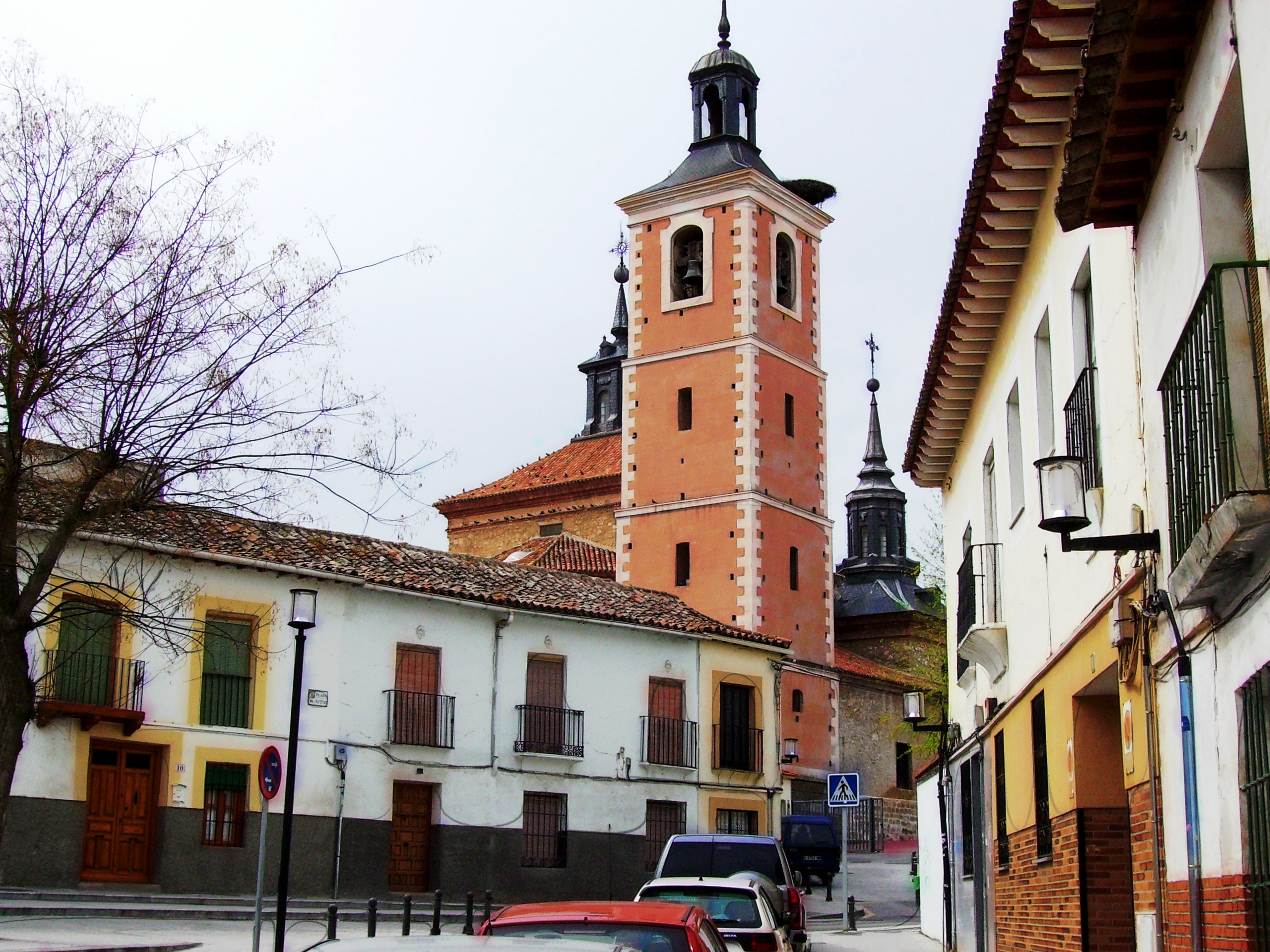
Iglesia de Nuestra Señora de la Asunción (Valdemoro)

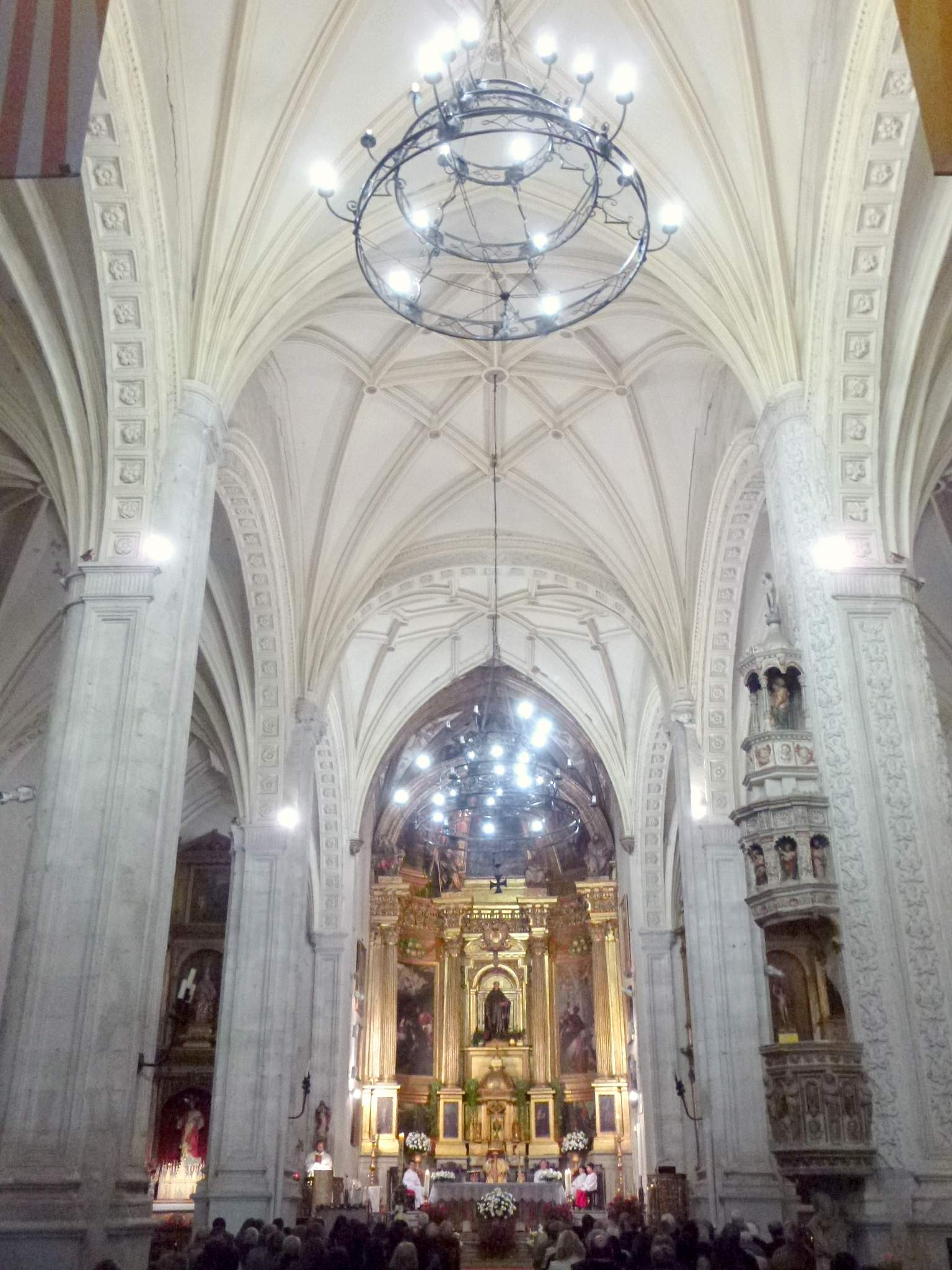
Iglesia de Santo Domingo de Silos (Pinto)

El Arciprestazgo de Valdemoro, es un arciprestazgo español que está bajo la jurisdicción del Obispado de Getafe y está compuesto por las siguientes parroquias:
| Población              | Parroquia                                 |
| ---------------------- | ----------------------------------------- |
| Valdemoro              | Iglesia de Nuestra Señora de la Asunción  |
| Valdemoro              | Iglesia de Nuestra Señora del Pilar       |
| Valdemoro              | Iglesia de San Vicente de Paúl            |
| Valdemoro              | Iglesia de Santiago Apóstol               |
| Pinto                  | Iglesia de Santo Domingo de Silos         |
| Pinto                  | Iglesia de San José                       |
| Pinto                  | Iglesia de San Francisco Javier           |
| San Martín de la Vega  | Iglesia de la Natividad de Nuestra Señora |
| Torrejón de Velasco    | Iglesia de San Esteban Protomártir        |
| Torrejón de la Calzada | Iglesia de San Cristóbal                  |
| Ciempozuelos           | Iglesia de Santa María Magdalena          |
| Titulcia               | Iglesia de Santa María Magdalena          |